# Felipe Rosas
Felipe Rosas Sánchez (5 de febrero de 1910-15 de diciembre de 1989) fue un jugador de fútbol mexicano, que formaba parte del equipo de fútbol mexicano en 1930 en la Copa Mundial de la FIFA jugado en Uruguay. Él, con sus hermanos, Manuel Rosas y Juan Rosas, fueron los futbolistas en el Club de Fútbol Atlante, de Ciudad de México, y como compañeros de portero Óscar Bonfiglio escribió una vez: "él era el mejor de nosotros". Fue el jugador más joven a tomar parte en la primera Copa del Mundo. Durante la Copa Mundial de Fútbol de 1930 jugó contra Francia, Chile y Argentina.

## Participaciones en Copas del Mundo
| Mundial                        | Sede    | Resultado    |
| ------------------------------ | ------- | ------------ |
| Copa Mundial de Fútbol de 1930 | Uruguay | Primera Fase |